# 王友三 (1935年)
王友三（1935年7月—），男，陕西韩城人，中华人民共和国政治人物，曾任新疆维吾尔自治区人民政府副主席，新疆维吾尔自治区政协副主席。